# Glockenbecherkultur
Als Glockenbecherkultur (englisch Bell Beaker culture) wird eine kupfersteinzeitliche Kultur des mitteleuropäischen Endneolithikums bezeichnet, die in Süd-, West- und Mitteleuropa (im Osten bis nach Ungarn) ab 2600 v. Chr. aufkam, etwa bis 2200 v. Chr. andauerte und nur in Großbritannien bis ca. 1800 v. Chr. bestand. Sie stellte in diesen Regionen eine Kultur am Übergang von der Jungsteinzeit zur Bronzezeit dar.

## Forschungsgeschichte
Als „Glockenbecher“ werden keramische Gefäße mit flachem Standboden und S-förmigem Profil bezeichnet, die meist flächendeckend verziert sind. Im Jahr 1900 verwendete der damals in Mainz arbeitende Prähistoriker Paul Reinecke diesen Ausdruck, den zuvor schon italienisch- und tschechischsprachige Prähistoriker benutzt hatten, und führte ihn in die deutsche Terminologie ein.
Die Einstufung der Glockenbecherkultur (GBK) als eigenständige archäologische Kultur ist strittig. Gordon Childe sah die Glockenbecherleute als Missionare, die sich, von Spanien kommend, über den atlantischen Rand Europas ausbreiteten und die Kenntnis der Kupfermetallurgie mit sich brachten. Die Ansicht, dass es sich bei der typischen Glockenbecherausstattung um die Prestigegüter einer neuen Oberschicht handelt, vertritt vor allem Stephen Shennan (UCL). Christian Strahm (Freiburg) prägte den Begriff Glockenbecherphänomen, um den Ausdruck Kultur zu vermeiden.
Edward Sangmeister kennzeichnet 1972 die Träger der Glockenbecherkultur als bewegliche, in Kleingruppen aufgegliederte Gesellschaft, geschätzt wegen ihrer Fähigkeiten im Aufsuchen, Verarbeiten und Verhandeln begehrter Werkstoffe. Der Mangel an Siedlungsfunden unterstützt die frühe Hypothese der hochmobilen „Glockenbecherleute“.
Die Glockenbecherkultur ist in Europa nicht flächig verbreitet, sondern bildete inselartige Fundkonzentrationen (zum Beispiel Südbayern). Zumindest für die frühen Phasen kann man kaum von einer „Kultur“ im engeren Sinne sprechen, da Elemente wie zum Beispiel gemeinsame Gebrauchskeramik, Haustypen oder einheitliche Bestattungssitten fehlen. Letzteres trifft jedoch für die jüngeren Phasen der Glockenbecherkultur zu. Heute wird aus archäologischer Sicht das Modell einer sozialen Schichtung vorgezogen, nach dem die zunehmende gesellschaftliche Differenzierung im ausgehenden Neolithikum zur Herausbildung privilegierter Gruppen geführt habe, welche die Möglichkeit zum Handel/Tausch von Prestigegütern über größere Entfernung wahrgenommen hätten.
In der angelsächsischen Literatur wird die Glockenbecherkultur als Bell Beaker culture bezeichnet.

## Verbreitung

Ausbreitungsräume der Glockenbecherkultur.

Die Verbreitung der Glockenbecherkultur umfasste
- Mitteleuropa (von Ungarn über Polen (Grabhügel von Supraśl als östlichster Punkt) bis Dänemark (insbesondere Jütland – Bejsebakken), Deutschland und in die Schweiz, wo sie die Seeufersiedlungsphase unterbricht)
- Westeuropa (Niederlande, Frankreich, Großbritannien, Irland)
- Südeuropa (Italien mit Sizilien und Sardinien, die Iberische Halbinsel mit den Balearen, nicht jedoch Korsika)[1]
- Marokko

## Bestattungsform

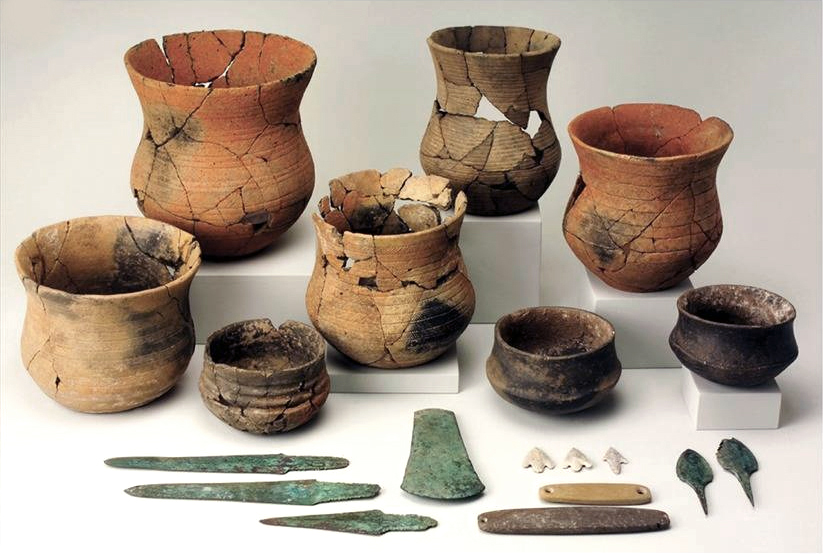
Artefakte der Glockenbecherkultur

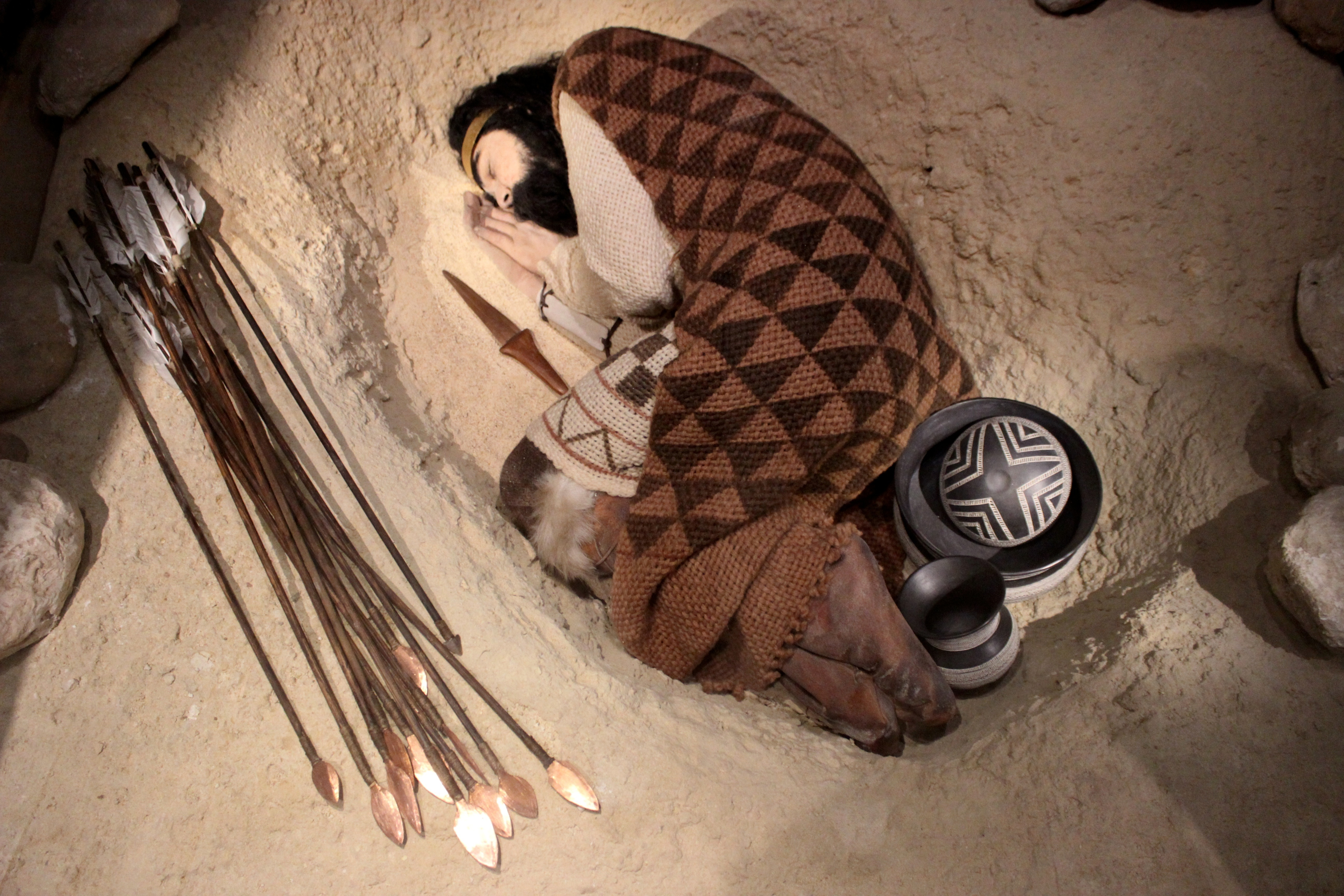
Rekonstruktion eines Bechergrabes, mit einem männlichen Toten; Gesicht weist nach Westen, Kopf nach Norden, (Museo Arqueológico Nacional de España, Madrid)

Typisch für das Totenritual der kontinentalen Glockenbecherkultur sind Einzelbestattungen in Erdgräbern oder Steinkisten. In einigen Fällen lässt sich deren ehemalige Überhügelung rekonstruieren. Im westlichen Verbreitungsgebiet kommen häufig Nachbestattungen in Megalithanlagen und Beisetzungen in Höhlen vor – mitunter, auch an die vorherigen megalithischen Traditionen angepasst, als Mehrfachbestattung. Die Glockenbecher- und die Einzelgrabkultur zeigen ihre Einflüsse in zahlreichen Großsteingräbern überall, wo sich die Kulturen räumlich mit der Verbreitung der Megalithanlage berühren. Rechnet man die Scherben dazu, die aus gestörten Anlagen geborgen wurden, muss man konstatieren, dass mindestens in der Hälfte aller Großsteingräber eine der beiden Kulturen, meist beide, vertreten ist. In der Westschweiz wurde beobachtet, dass sich die Gräber der Glockenbecherkultur besonders häufig im Umfeld von Menhiren und Steinreihen fanden.
Die Toten wurden als Hocker in geschlechtsspezifischer Orientierung und Seitenlage beigesetzt:
- weibliche Individuen mit dem Kopf im Süden, Füße im Norden, die Gliedmaßen nach rechts gewandt
- männliche Individuen mit Kopf im Norden, Füße im Süden, nach links gewandt.

Beide Geschlechter wurden demnach mit dem „Blick“ nach Osten bestattet. Diese Art der strikten geschlechtlich bipolaren Bettung erinnert an das Totenritual der zum Teil zeitgleichen Schnurkeramik, steht aber in seiner Ausführung in augenfälligem Gegensatz dazu – die Hauptorientierungsachse der Glockenbecherkultur ist Nord-Süd, nach Osten gewandt, die der Schnurkeramik jedoch Ost-West, nach Süden gewandt. Einige Forscher sehen darin eine bewusste Abgrenzung der Träger der Glockenbecherkultur von den Schnurkeramikern. Die bipolare Lage der Toten hält sich in einigen Regionen bis in die Bronzezeit, zum Beispiel bei der Unterwölblinger Gruppe in Niederösterreich. Hin und wieder, jedoch nicht regelmäßig, treten auch Brandbestattungen auf. In der Csepel-Gruppe im östlichen Randgebiet finden wir die Verbrennung des Leichnams sogar häufiger als die Körperbestattung.

### Steinkisten
Bei Brackagh im County Londonderry enthielt ein kleiner rechteckiger Cairn, der von 11 Randsteinen eingefasst war, ein Steinkistenpaar. Eine Kiste war rechteckig und eine achteckig. In der oktogonalen Kiste lag die Asche von zwei Erwachsenen, die auf 2620–2485 v. Chr. datiert wurden. Die rechteckige Kiste enthielt ebenfalls Leichenbrand von zwei Individuen, die auf 2485–2342 v. Chr. datiert wurden. Es gab keine Artefakte bei den Bestattungen, die in die Becherzeit datieren.

### Grabbeigaben

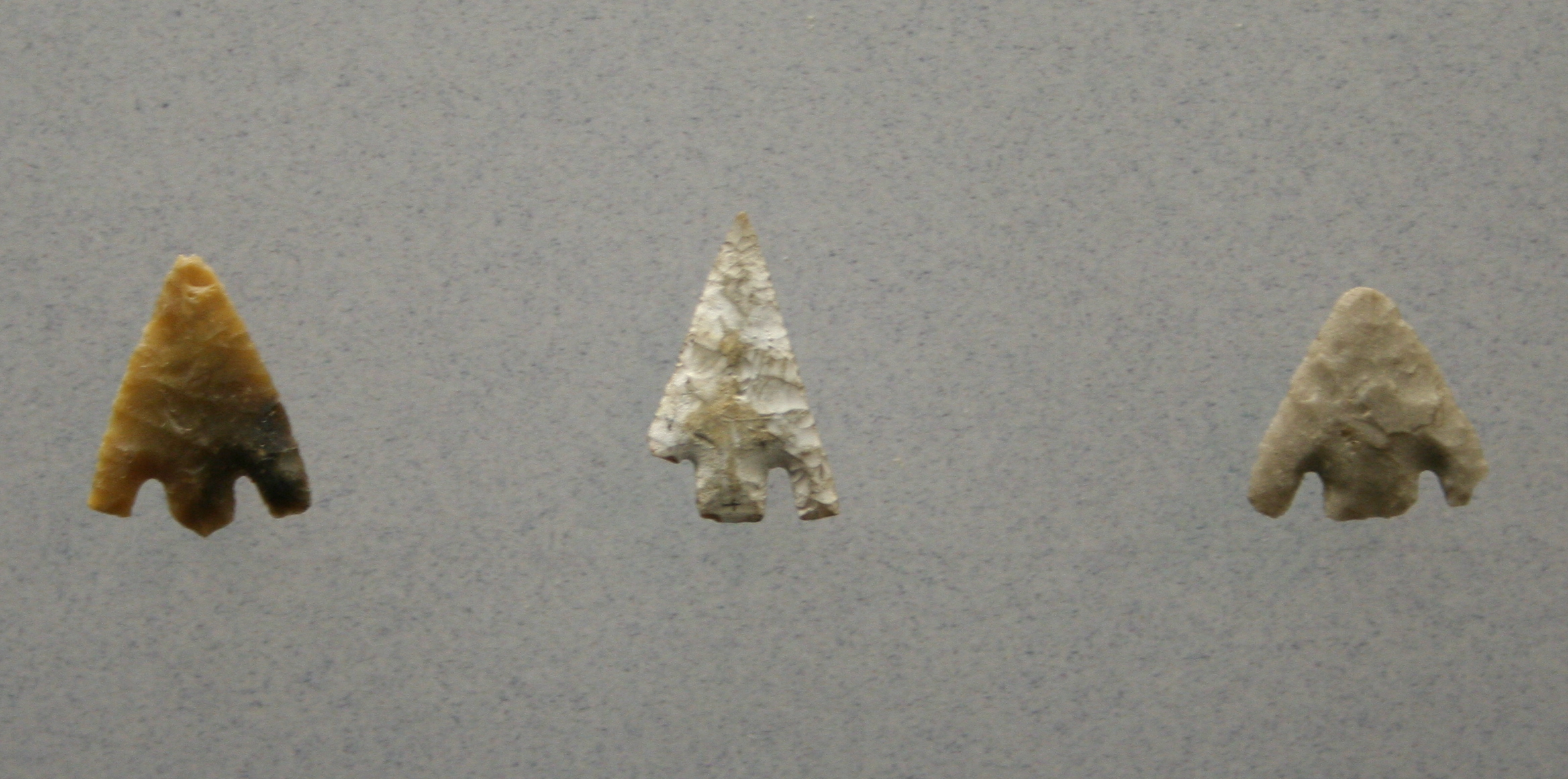
Typische Pfeilspitzen der Glockenbecherkultur

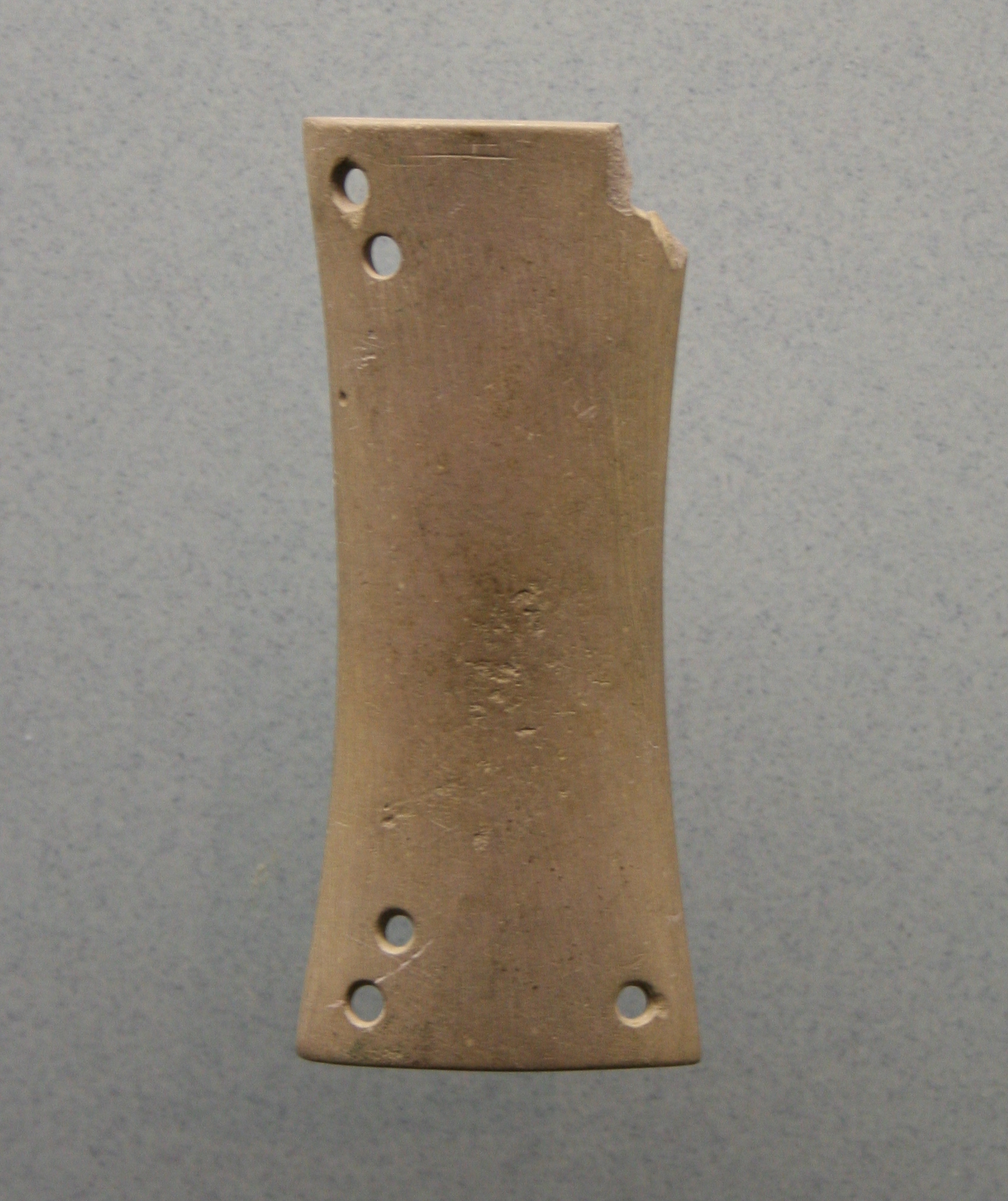
Armschutzplatte der Glockenbecherkultur

Zu den Grabbeigaben zählen die namengebenden Glockenbecher, Dolche aus Kupfer, sogenannte Armschutzplatten und Pfeilspitzen aus Silex – diese vier Beigabenkategorien werden als Beaker Package bezeichnet und kommen im gesamten Verbreitungsgebiet oft in herausragenden Männergräbern vor. In seltenen Fällen werden diese Gegenstände auch noch von Goldschmuck (zum Beispiel Amesbury Archer) oder Bernstein begleitet (zum Beispiel Frau im Steinbruch von Berkshire). Nur 6 % der Gräber weisen eine Kombination aus Dolch und Armschutzplatte auf, ein Hinweis auf eine kleine Oberschicht und damit für eine beginnende soziale Differenzierung.
Weitere besondere, aber häufiger vorkommende Trachtbestandteile, die aus Knochen, seltener aus Tierzähnen gefertigt wurden, sind ebenfalls aus Gräbern bekannt. So kommen hütchengestaltige, V-förmig durchbohrte Knöpfe in Frauengräbern und Knebel, die als Anhänger oder Gewandschließen interpretiert werden, in Männergräbern vor. Auf der iberischen Halbinsel wurden diese Formen außerdem auch aus Elfenbein gefertigt. Die überwiegende Mehrheit der Gräber jedoch wurde weniger aufwendig ausgestattet. In der Anfangsphase enthalten die „gewöhnlichen“ Gräber vor allem Keramikgefäße der vor Ort ansässigen Kulturen; später werden diese durch eigene Formen, die sogenannte Begleitkeramik, ersetzt.
Obwohl Bogen und Pfeile häufige Grabausstattung der Männer waren, sind meist keinerlei organische Reste, sondern nur noch die Pfeilspitzen aus Feuerstein sowie steinerne Armschutzplatten erhalten. In mehreren Gräbern Bayerns und Böhmens wurden außerdem Pfeilschaftglätter aus Sandstein gefunden.

## Siedlungen
Über die Siedlungen ist bis jetzt wenig bekannt. Lediglich aus den Niederlanden, Großbritannien (zum Beispiel Gwithian, Belle Tout), Irland (Knowth, Monknewton) und aus der Schweiz sind eindeutige Häuser belegt. In Cortaillod-Sur Les Rochettes-Est (Kanton Neuchâtel, Schweiz) wurden Überreste eines zweiphasigen Dorfes mit sieben erhaltenen Hausgrundrissen entdeckt. Ein fast vollständiger Grundriss eines Hauses konnte in Bevaix Le Bataillard (Schweiz) freigelegt werden. Die Einstufung der ausgegrabenen Funde ist am verlässlichsten über die Leittypen kammstempelverzierter Glockenbecher und Armschutzplatten zu bewerkstelligen. Viele der Funde wurden über C14-Datierungen bestimmt.

## Keramik

Glockenbecher aus Spanien und Bayern
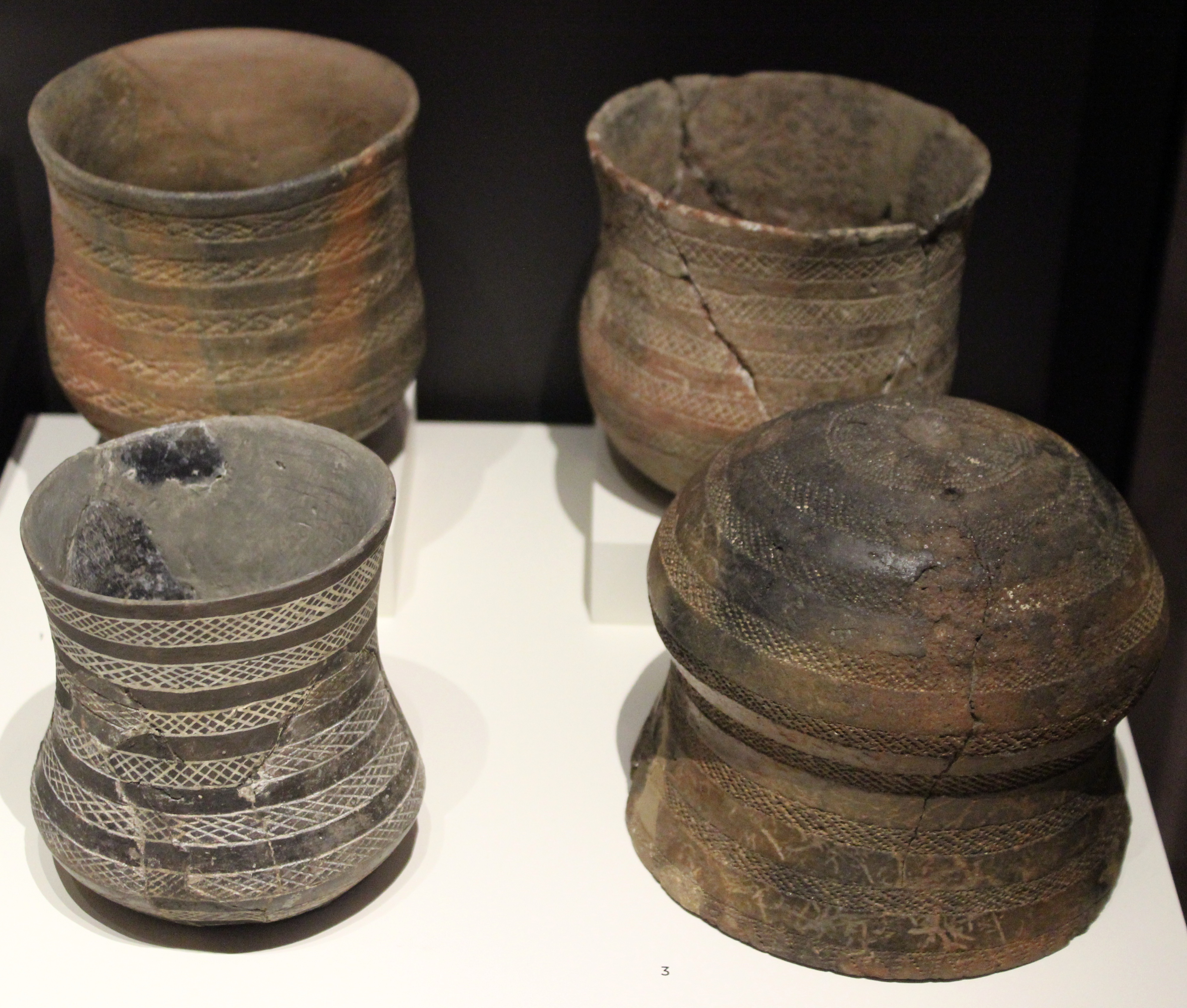
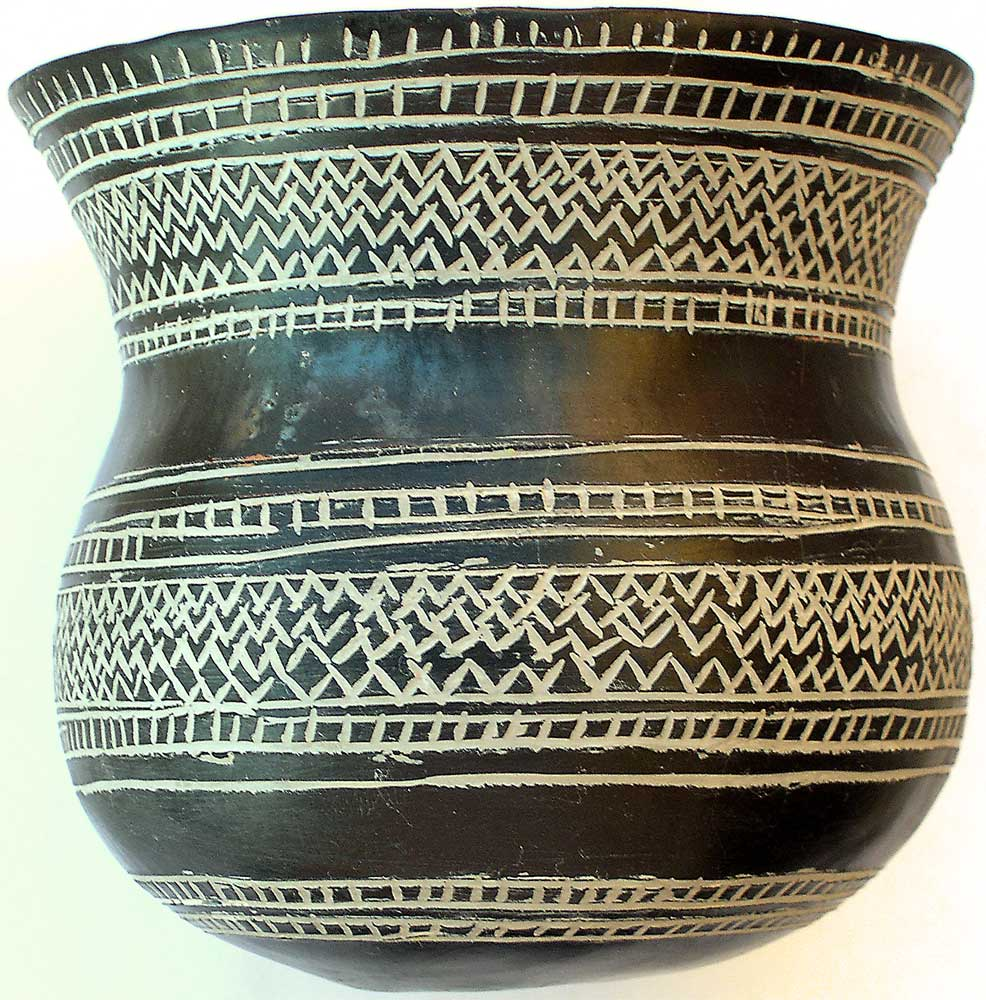
Glockenbecher von Ciempozuelas
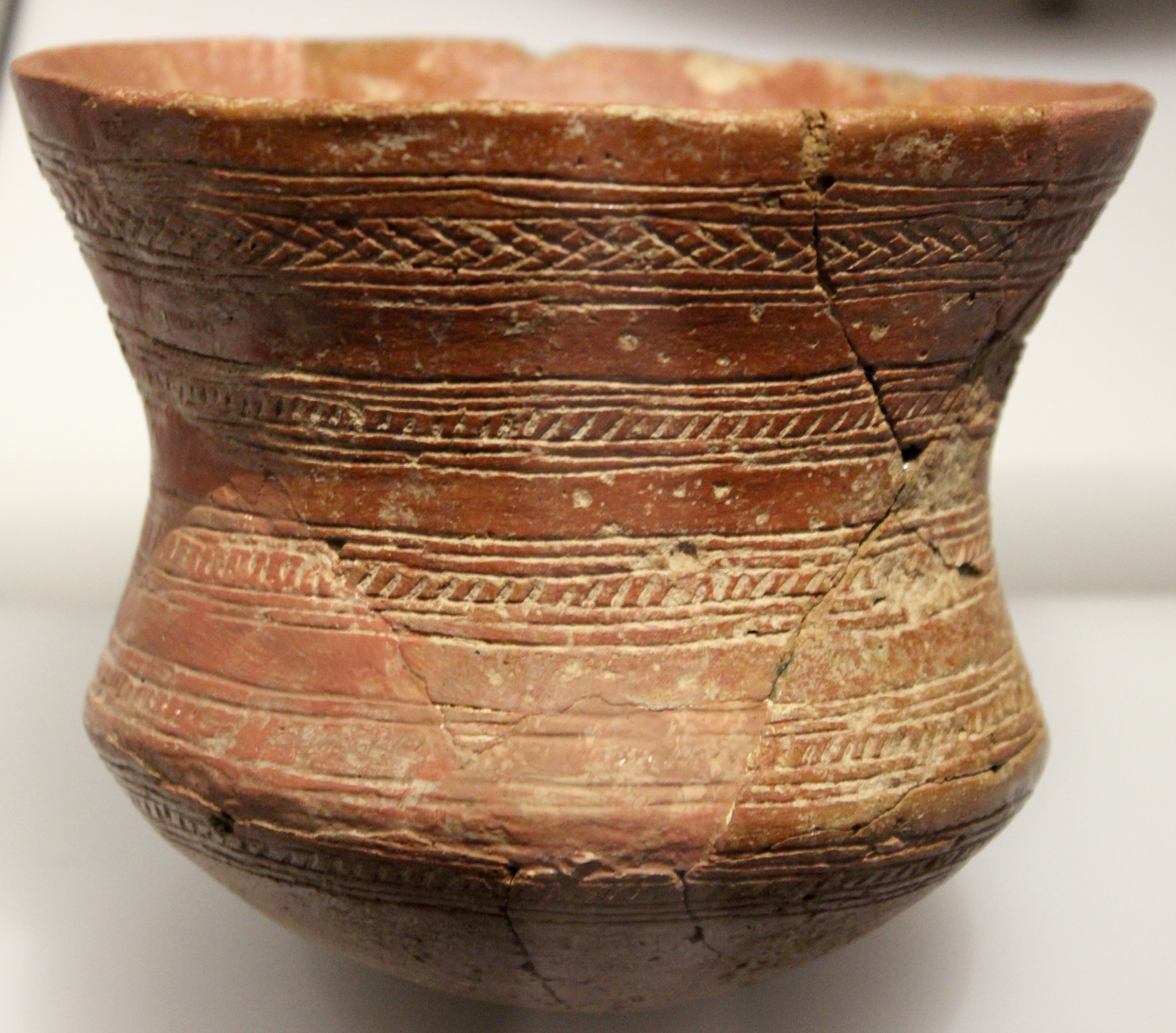
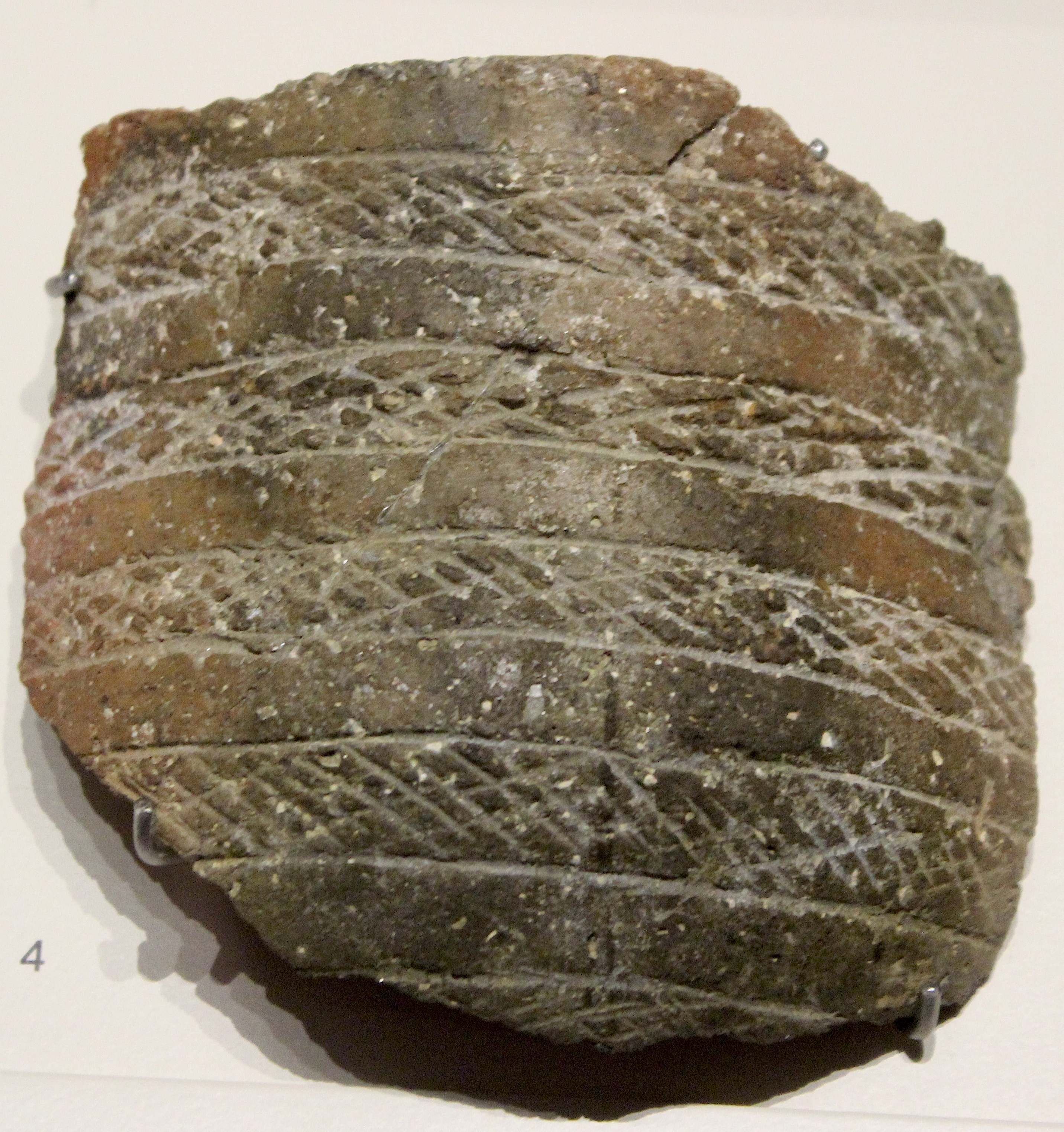
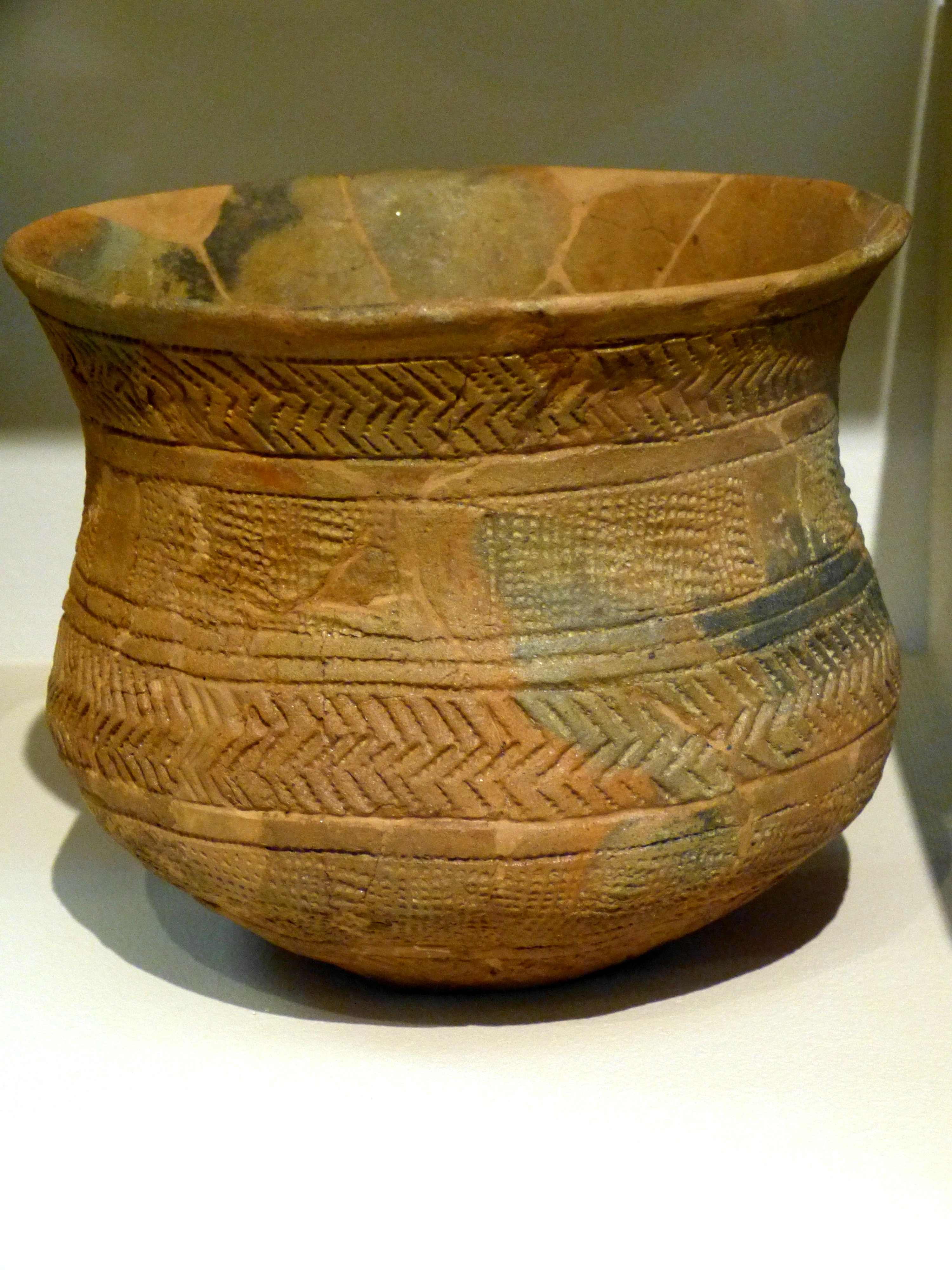
Glockenbecher aus Straubing

### Glockenbecher
Aus einer Steinkiste in Neehausen wurden bereits im 19. Jahrhundert Gefäße geborgen, die eindrucksvoll die typische Verzierung der Glockenbecher zeigen. Die Verzierungen wurden durch gezogene Linien oder Kammstempelmuster erzeugt. Es gibt umlaufende Linien und waagerechte oder senkrechte Leiterbänder. Gewöhnlich sind die Zierstreifen in zwei, mehrfach gegliederte Zonen unterteilt. Eine regionale Besonderheit Mitteldeutschlands ist die Gliederung in einzelne Bildsequenzen, sogenannte Metopen. Diese zeigen beispielsweise Sanduhrmuster und andere Sonderformen; zuweilen sind auch Zonen ganz schraffiert. Die eingetieften Verzierungen wurden mitunter mit Farbmasse gefüllt, die den Bechern ein besonderes Aussehen verliehen. Markant ist beim Fund von Neehausen das Vorkommen von gehenkelten und ungehenkelten Gefäßen. Die Stücke gehören zu einer Sondergruppe innerhalb der Glockenbecherkultur, die aufgrund von auffallenden Parallelen in Böhmen „böhmische Becher“ genannt werden.

## Musikinstrumente
In Unterdigisheim wurde 2019 eine Knochenflöte gefunden. Das Instrument mit den filigranen eingeritzten Verzierungen stammt aus der Glockenbecherkultur.

## Wirtschaftsweise
Für den jüngeren Horizont der Glockenbecherkultur wird davon ausgegangen, dass es in Europa domestizierte Pferde gegeben hat. Im Übrigen lässt sich über die Viehhaltung und Jagd der Glockenbecherleute in Deutschland angesichts der Quellenlage fast nichts sagen. Daher gilt die Siedlung von Nähermemmingen bei Nördlingen als Ausnahme: Die meisten Knochen stammen dort vom Rind, danach folgen Schaf/Ziege und Schwein; Wildtiere fehlen, „was zu einem Jägervolke, als das man die Glockenbecherleute bezeichnet hat, nicht passen will“. Der Befund passt dagegen zum mährischen Inventar aus Holubice mit 99,8 % Haustieren, davon 72 % Rind, 14 % Schwein, 12 % Ovicapriden (Schaf/Ziege) und einige Hundeknochen.

## Ursprung
Den Ursprung der Glockenbecherkultur suchen einige Forscher, wie Edward Sangmeister, in Spanien und Portugal (Zambujal), andere in der Kontaktzone zur Schnurkeramischen Kultur am Niederrhein. Wieder andere verweisen auf Ungarn, den östlichen Rand des Verbreitungsgebietes, und die Vučedol-Kultur.

## Einzelne Länder

### Glockenbecherkultur in Irland
Die Grabsitten der Glockenbecherkultur in Irland dauerten rund 300 Jahre (etwa 2450–2170 v. Chr.). Die Becher der Kultur wurden zumeist in Siedlungen, bei Bestattungen und in Kupferminen gefunden. Lange Zeit waren nur Funde aus Großsteingräbern bekannt, vor allem im Norden der Insel. Entdeckungen der 1990er Jahre haben die Situation verändert. Jetzt sind zwei Grabtraditionen erkennbar, nachgenutzte oder neu gebaute Megalithanlagen (primär Steinkisten) im Norden und eine Einzelgrabtradition im Süden.

#### Nachnutzung von Megalithanlagen
Im Norden der Insel wurden Becherbeigaben hauptsächlich in den etwa 390 bekannten Court Tombs platziert, die bereits bei der Vorgängerkultur in Gebrauch waren. In Ballybriest im County Londonderry wurde ein polygonaler Hohlraum in Form Steinkiste im Cairn angelegt und der Leichenbrand eines erwachsenen Mannes mit einem Becher als Beigabe darin platziert.
Wedge Tombs sind die häufigste Anlagenart in Irland, mit mehr als 500 Beispielen vor allem im Norden und Westen. In Wedge Tombs wurden verbrannte und unverbrannte menschliche Überreste niedergelegt, wobei die Einäscherung häufiger vorkam. Becherbeigaben wurden vor allem in einer Reihe von Wedge Tombs im Norden identifiziert. In Largantea im County Londonderry wurde Leichenbrand mit intakten Bechern deponiert. Im Süden enthielten Anlagen wie Labbacallee und Island, im County Cork, menschliche Überreste, aber keine Becherkeramik.

#### Grubenbestattungen
Im Süden und Osten der Insel gibt es einige Grubenbestattungen (englisch pit burials) mit Bechern. Sie enthalten kleine Mengen eingeäscherter Knochen, Scherben von einem oder mehreren Bechern und manchmal große Steinartefakte wie Äxte und Keulenköpfe, sowie Feuerstein und Getreide. Bei Lismullin im County Meath enthielt eine Grube eine eingeäscherter Person mit zerbrannten Steinen, dem Fragment eines Keulenkopfes, Scherben zweier Becher, einige andere Scherben und einen Feuersteinabschlag. Bei Corbally im County Kildare enthielt eine Grube mit verbrannten und angesengten menschlichen Knochen und Tierknochen, Feuerstein, eine Pfeilspitze und Scherben von zwei Bechern. Eine Grube im benachbarten Browns County Kildare enthielt eingeäscherte Knochen, Gerste und Weizen und die Scherben eines Bechers.

## Anthropologie und Genetik
In der älteren Forschung verband Kurt Gerhard diese Kultur mit dem plan-occipitalen Steilschädel, einer besonderen Schädelform, deren stärkste Verbreitung heute im Nahen Osten und auf dem Balkan liegt. Sie tritt jedoch in den Gräbern der GBK zu vereinzelt auf (wenn auch in Europa erstmals nachweisbar) und ist zudem zu unscharf definiert, als dass sich die Behauptung eines eindeutigen populationsspezifischen Typus der Glockenbecherkultur halten ließe.
Die Haplogruppe R1b des Y-Chromosoms wurde in zwei männlichen Skeletten in einer deutschen Glockenbecher-Grabungsstelle aus dem Jahr 2600–2500 v. Chr. in Kromsdorf nachgewiesen, von denen eines positiv auf die Mutation M269, aber negativ auf die R-U106 (R1b1a2a1a1a)-Subklasse getestet wurde (zu berücksichtigen ist aber, dass auf die P312-Subklasse nicht untersucht wurde).
Wolfgang Haak et al. (2015) bestimmten in einem männlichen Glockenbecher-Skelett in Quedlinburg aus der Zeit zwischen 2296 und 2206 v. Chr. die Y-Haplogruppe R1b1a2a1a2. Die Studie ergab ferner, dass die Glockenbecher- und die Menschen der Aunjetitzer-Kultur weniger von der Jamnaja-Kultur abstammen als von der früheren Schnurkeramischen Kultur. Die Autoren der Studie interpretierten die Ergebnisse aus den Funden als Hinweis auf ein Wiederaufleben der indigenen Bevölkerung Westeuropas nach den Folgen der Expansion der Jamnaja-Kultur.

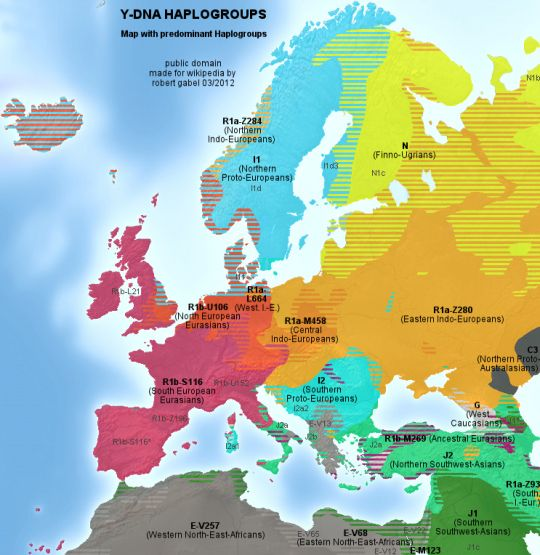
Verbreitung der Haplogruppe R1b des Y-chromosomalen R1b in Eurasien

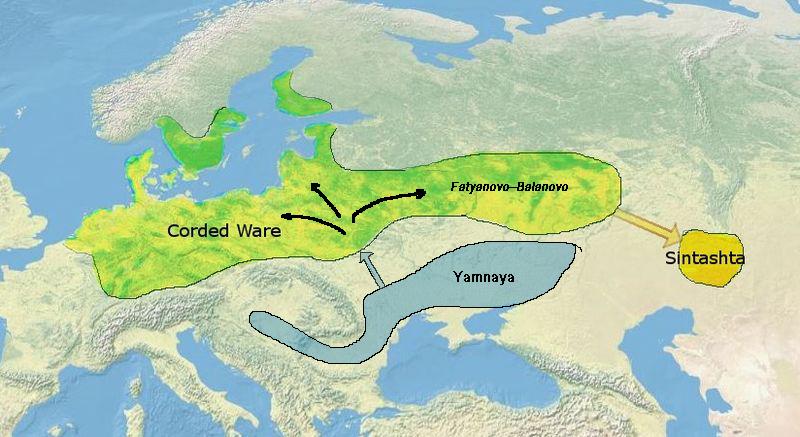
Laut Allentoft (2015) leitete sich die Sintaschta-Kultur wahrscheinlich zumindest teilweise von der Schnurkeramischen Kultur ab. Nordqvist und Heyd (2020) bestätigen dies. Eine Beziehung der Schnurkeramischen Kultur zur Jamnaja-Kultur wird angenommen.

Allentoft et al. (2015) fanden weiter, dass die Menschen der Glockenbecher-Kultur genetisch eng mit der Schnurkeramischen Kultur, der Aunjetitzer-Kultur und auch der Kultur der nordischen Bronzezeit verwandt waren.
Mathieson et al. (2015) analysierten acht Skelette, die der Glockenbecherkultur zugeschrieben wurden. Auch in diesen Funden zeigte sich, dass zwei Individuen zur Haplogruppe R1 gehören, während die verbleibenden sechs zur Haplogruppe R1b1a2 und verschiedenen Unterklassen davon zählen.
Aus neueren genetischen Analysen in Böhmen wurden weiterreichende Schlussfolgerungen für die Sozialstruktur der Glockenbecherkultur gezogen. Während die Funde aus der Epoche der Schnurkeramik eine große genetische Diversität aufwiesen und die Träger dieser Kultur (insbesondere die Frauen) nicht nur von Jamnaja-Menschen abstammten, verengte sich die genetische Diversität des Y-Chromosoms mit dem Übergang zur Glockenbecher-Kultur in Böhmen seit 2600 v. Chr. erheblich. Die Y-chromosomale Vielfalt wurde verdrängt durch eine einzige Abstammungslinie, die zuvor noch nie in Böhmen nachgewiesen wurde und alle vorher existierenden Y-Linien ersetzen konnte. Die Autoren bringen dies mit der Entstehung einer stark geschichteten Gesellschaft der Aunjetitzer Kultur und einem teilweisen Bevölkerungsaustausch in Verbindung. Bei dem Stammvater müsse es sich um eine machtvolle Persönlichkeit gehandelt haben, die Sex mit sehr vielen Frauen hatte.